# رالف سوتون
رالف سوتون (بالإنجليزية: Ralph Sutton)‏ هو عازف بيانو أمريكي، ولد في 4 نوفمبر 1922 في ميزوري في الولايات المتحدة، وتوفي في 30 ديسمبر 2001 في كولورادو في الولايات المتحدة.

## وصلات خارجية
- رالف سوتون على موقع IMDb (الإنجليزية)
- رالف سوتون على موقع ميوزك برينز (الإنجليزية)
- رالف سوتون على موقع أول ميوزيك (الإنجليزية)
- رالف سوتون على موقع ديسكوغز (الإنجليزية)
- رالف سوتون على موقع ديسكوغز (الإنجليزية)